# Diplotaxis assurgens
Diplotaxis assurgens là một loài thực vật có hoa trong họ Cải. Loài này được (Delile) Thell. mô tả khoa học đầu tiên năm 1912.